# Lijst van schilderijen in blauwe periode van Pablo Picasso
Hieronder volgt een lijst van schilderijen die de kunstschilder Pablo Picasso maakte in zijn blauwe periode van 1901 tot en met 1904 chronologisch gerangschikt:

## Lijst
- Zelfportret Yo (Autoportrait Yo), Parijs, zomer 1901, olieverf op karton op hout, 54 × 31,8 cm, Collectie Mrs John Hay Whitney in New York
- Zelfportret met jas (Autoportrait), Parijs, eind 1901, olieverf op linnen, 81 × 60 cm, Musée Picasso in Parijs
- De blauwe daken (Les toits bleus), Parijs, 1901, olieverf op karton, 40 × 60 cm, Ashmolean Museum in Oxford
- De blauwe kamer (La chambre bleue) (le rub), Parijs, 1901, olieverf op linnen, 51 × 62,5 cm, Philips Collection in Washington
- Jeanne (Liggend vrouwelijk naakt) (Nue couchée), Parijs, 1901, olieverf op linnen, 70,5 × 90,2 cm, Centre Pompidou in Parijs
- Portret van Jaime Sabartes (het bierglas) (Portrait de Jaime Sabartes (le bock)), Parijs, september tot oktober 1901, olieverf op linnen, 82 × 66 cm, Poesjkinmuseum in Moskou
- De absintdrinkster (La buveuse d'absinthe), Parijs, 1901, olieverf op linnen, 73 × 54 cm, Hermitage in Sint-Petersburg
- Casagemas' dood (La mort de Casagemas), Parijs, zomer 1901, olieverf op linnen, 27 × 35 cm, Musée Picasso in Parijs
- Casagemas' dood (Casagemas in zijn lijkkist), Parijs, zomer 1901, olieverf op karton, 72,5 × 57,8 cm, erfgenamen van de kunstenaar
- Evocatie, de begrafenis van Casagemas (Évocation, l'enterrement de Casagemas), Parijs, zomer 1901, olieverf op hout, 150 × 90 cm, Musée d'Art Moderne de la Ville de Paris in Parijs
- Portret van Mateu Fernández de Soto (Portrait de Mateu Fernández de Soto), Parijs, oktober 1901, olieverf op linnen, 61 × 46,5 cm, Stiftung Oskar Reinhart in Winterthur
- Portret van Jaime Sabartes (Portrait de Jaime Sabartes), Parijs, 1901, olieverf op linnen, Museu Picasso in Barcelona
- Man in blauw (portret van een man) (Homme en bleu (portrait d'homme)), Parijs en Barcelona, winter 1902-1903, olieverf op linnen, 90 × 78 cm, Musée Picasso in Parijs
- Moeder en kind (Mère et enfant), Barcelona, 1902, olieverf op linnen, 40,5 × 33 cm, Scottish National Gallery of Modern Art in Edinburgh
- Melancholische vrouw,  1902, olieverf op doek, 100 × 69,2 cm, Detroit Institute of Arts, Detroit (Michigan)
- Ángel Fernández de Soto met een vrouw (Ángel Fernández de Soto avec une femme), Barcelona, rond 1902-1903, Museu Picasso in Barcelona
- Moeder en zoon op het strand (Les adieux du pecheur), Barcelona, 1902, olieverf op linnen, 46,3 × 38 cm, Collectie Agnes Adam-Doetsch in Kusnacht
- Oude jood met jongetje (Le vieux juif (Le Vieillard)), Barcelona 1903, olieverf op linnen, 125 × 92 cm, Poesjkinmuseum in Moskou
- De oude gitarist (Le vieux guitaiste aveugle), Barcelona 1903, olieverf op hout, 121,3 × 8,5 cm, Art Institute of Chicago in Chicago
- Portret van Señora Soler (Portrait de Madame Soler), Barcelona, 1903, olieverf op linnen, 100 × 73 cm, Pinakothek der Moderne in München
- Portret van kleermaker Soler (Portrait du tailleur Soler), Barcelona, zomer 1903, olieverf op linnen, 100 × 70 cm, Hermitage in Sint-Petersburg
- De familie Soler aan het ontbijt op het land, (La famille Soler), Barcelona zomer 1903, olieverf op linnen, 150 × 200 cm, Musée d'Art Moderne in Luik
- Vrouwelijk naakt met gekruiste benen (Femme nue aux jambes croisées), Barcelona 1903, Pastel, 58 × 44 cm, privécollectie
- Celestina, Barcelona maart 1904, olieverf op linnen, 81 × 60 cm, Musée Picasso in Parijs
- De armen op het strand[1] (Les pauvres au bord de la mer), 1903, olieverf op hout, 105,4 × 69 cm, National Gallery of Art in Washington
- Het blauwe glas (Le verre bleu), Barcelona 1903, olieverf op linnen, 66,1 × 28,5 cm, Museu Picasso in Barcelona
- Portret van Sebastián Junyer-Vidal met vrouwelijk figuur (Portrait de Sebastián Junyer-Vidal), Barcelona juni 1903, olieverf op linnen, 125,5 × 91,5 cm, privécollectie
- Maaltijd van de armen (Ménage des pauvres), Barcelona april 1903, olieverf op linnen, 81,5 × 65,5 cm, Nationaal Kunstmuseum in Oslo
- Twee vrouwen in een bar (Pierreuses au bar), Barcelona 1902, olieverf op linnen, 80 × 91,4 cm, Hiroshima Museum of Art in Hiroshima
- De maaltijd van de blinde (Le repas d'aveugle), Barcelona najaar 1903, olieverf op linnen, 95,3 × 94,6 cm, Metropolitan Museum of Art in New York
- Het paleis van de Schone Kunsten in Barcelona (Le palais des Beaux-Arts à Barcelone), Barcelona 1903, olieverf op linnen, 60 × 40 cm, privécollectie
- Het leven (La vie), Barcelona voorjaar-zomer 1903, olieverf op linnen, 196,5 × 128,5 cm, Cleveland Museum of Art in Cleveland, Ohio
- Portret van Sebastián Junyer-Vidal (Portrait de Sebastián Junyer-Vidal), Barcelona 1903, olieverf op papier, 56 × 46 cm, Museu Picasso in Barcelona
- Portret van Sebastián Junyent (Portrait de Sebastián Junyent), Barcelona 1903, olieverf op linnen, 73 × 60 cm, Museu Picasso in Barcelona
- Moeder en kind (Het zieke kind) (Mère et enfant au fichu), Barcelona 1903, pastel op papier, 47,5 × 40,5 cm, Museu Picasso in Barcelona
- Vrouw met halsdoek (Femme au mouchoir), Barcelona 1903, olieverf op linnen, 50 × 36 cm, Hermitage in Sint-Petersburg
- Portret van Suzanne Bloch (Portrait de Suzanne Bloch), Parijs 1904, olieverf op linnen, 65 × 54 cm, Museu de Arte de São Paulo in São Paulo
- Vrouw met opgestoken haar (Femme au casque de cheveux), Parijs zomer 1904, gouache op karton, 42,8 × 31 cm, Art Institute of Chicago in Chicago
- Staand meisjesnaakt (Jeune fille nue debout), Parijs circa 1904, olieverf op linnen, 110 × 70 cm, Erven Jacqueline Picasso
- Het paar (Le couple), Parijs 1904, olieverf op linnen 100 × 81 cm, privécollectie
- De twee vriendinnen (Les deux amies), Parijs 1904, gouache op papier, 55 × 38 cm, Parijse privécollectie